# 釣師浜海水浴場
釣師浜海水浴場（つるしはまかいすいよくじょう）は、福島県相馬郡新地町にある太平洋に面する海水浴場である。

## 概要

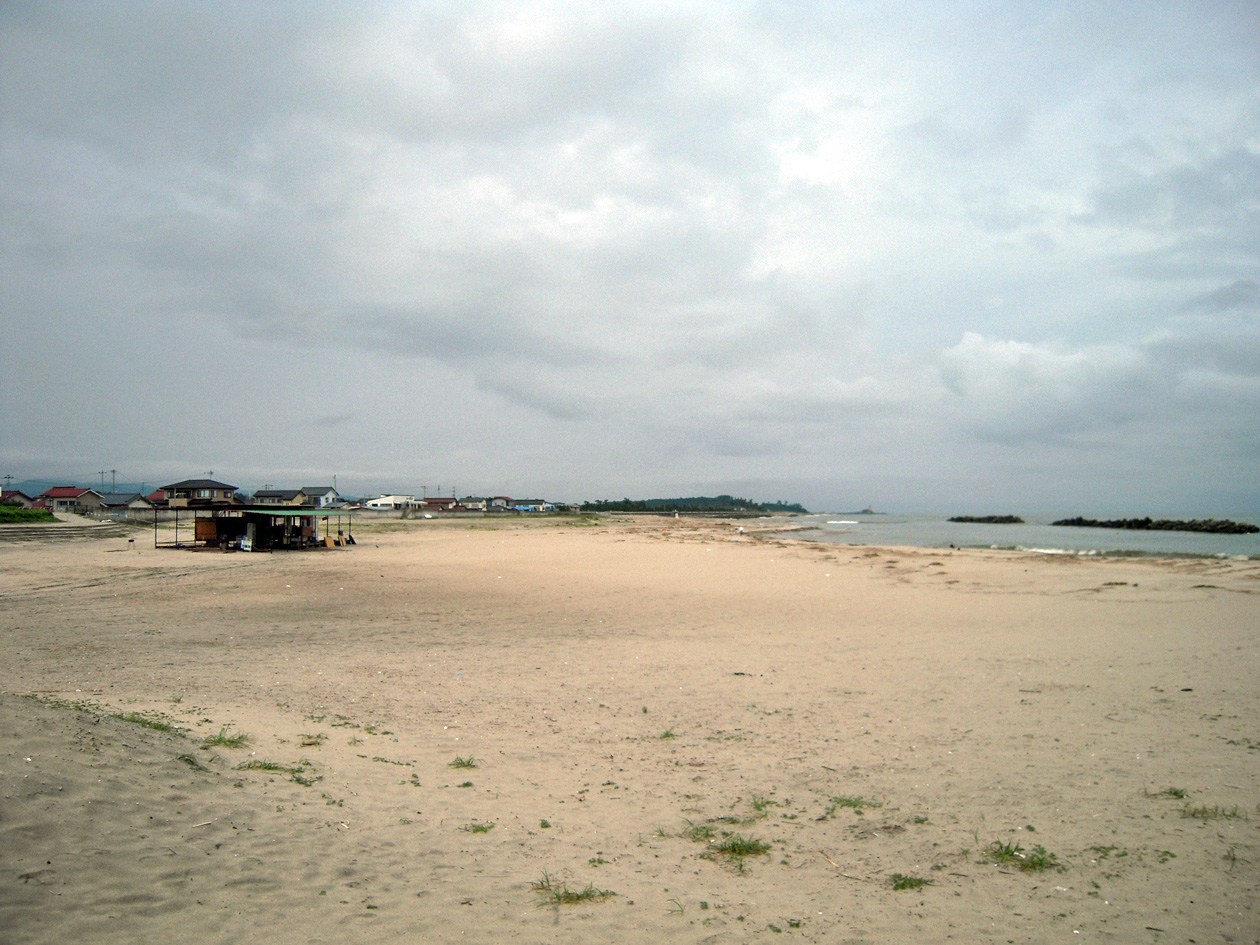
釣師浜海水浴場（2008年8月）

福島県最北端に位置する海水浴場である。南側は釣師浜漁港と隣接している。

## イベント
- 遊海（ゆかい）しんち（8月初旬）

ビーチバレー大会や花火大会などが開催される。
- 初日の出（元旦）

## アクセス
- 国道6号
- 常磐線新地駅から車で約5分。徒歩約20分。
- 常磐道新地ICから車で約15分。